# Диего Фернандес де Кордова и Арельяно
Диего Фернандес де Кордова-и-Арельяно (исп. Diego Fernández de Córdoba, I marqués de Comares; 1463—1518, Оран, Алжир) — испанский дворянин, военный и государственный деятель, 1-й маркиз де Комарес (1512—1518), губернатор Орана и Мазалквивира (1509—1512, 1516—1518) и первый вице-король Наварры (1512—1515).

## Биография
Сын Мартина Фернандеса де Кордова-и-де-Сотомайор, родившегося около 1420 года, 4-го сеньора Чильона, 10-го сеньора Эспехо, 5-го сеньора Лусена, и Леонор де Арельяно-и-Фернандес де Кордова (1446—1531). Его дядя по материнской линии был известным командующим армией Гонсало Фернандес де Кордова (1453—1515).
Около 1480 года он женился на Хуане Пачеко-и-Портокарреро, дочери Хуана Пачеко, 1-го герцога Эскалоны (1419—1474), и его первой жены, Марии Портокарреро-и-Энрикес-Мендоса (около 1430—1470), 6-й сеньоры Могера из влиятельной семьи судовладельцев.
В 1482 году он сыграл важную роль в завоевании крепости Алама-де-Гранада, принадлежавшей мавританскому эмирату Гранада, а в 1483 году — в отражении нападений эмира Боабдила на Лусену, город в провинции Кордова, удерживаемый Королевством Кастилия.
После завоевания Гранадского эмирата в 1492 году он принял участие в 1501 году в подавлении восстания морисков в Сьерра-де-лос-Филабрес, провинция Альмерия, завоевав деревню Велефике. В 1505 году он завоевал Мазалквивир и принял участие в испанском завоевании Орана, ныне находящегося в Алжире.
В 1506 году он участвовал в протестах андалузской знати в Кордове 6 октября 1506 года против чрезмерно усердного инквизитора Диего Родригеса де Лусеро, протестовавшего против поведения Лусеро перед генеральным инквизитором Диего де Деса. В этот день также произошли беспорядки разъяренной толпы, освободившей заключенных из тюрьмы Кордовы. Против проповедей межрасовой ненависти Лусеро, который сам был заключен в тюрьму и расследован новым генеральным инквизитором и кардиналом Франсиско Хименесом де Сиснеросом, были возбуждены судебные иски.
Диего также потерял назначение губернатором в Оране и Мазалквивире, и некоторые замки, принадлежащие главной линии Агилар «Фернандес де Кордова», были разрушены за его участие в восстании. Диего был отправлен в Памплону, столицу королевства Наварра, чтобы подавить войска, верные Жану III д’Альбре, пытавшемуся отразить кастильско-арагонское вторжение в королевство в 1512 году.
После успешного завершения этой военной кампании Диего был удостоен титула маркиза де Комарес в 1512 году и стал первым вице-королем Наварры. В 1516 году он был назначен в Северную Африку, где снова был испанским губернатором Орана и Мазалквивира, пока не умер там в 1518 году.
Его единственным сыном был Луис Фернандес де Кордова-и-Пачеко, 2-й маркиз Комарес (1482—1564), сменивший его на посту губернатора Орана. Он женился на Франсиске Фернандес де Кордова-и-де-Суньига, дочери Диего Фернандеса де Кордова, 3-го графа Кабры, имея трех дочерей и одного сына.